# Far Cry (série)
Far Cry é uma série de jogos eletrônicos de tiro em primeira pessoa produzida e publicada pela Ubisoft, tendo seu primeiro jogo produzido pelos estúdios Crytek na Alemanha em março de 2004 para Microsoft Windows. Desde 2005, todos os jogos da série vem sendo produzidos pela Ubisoft Montreal para várias plataformas. 
O jogo original possui cinco sequências: Far Cry 2, Far Cry 3, Far Cry 4, Far Cry 5 e Far Cry 6, bem como outros jogos paralelos, incluindo Far Cry Instincts, Far Cry Instincts: Evolution, Far Cry Instincts: Predator, Far Cry: Vengeance, Far Cry 3: Blood Dragon, Far Cry Primal e Far Cry: New Dawn. Em 2008 foi lançado um filme alemão com o nome Far Cry, baseado no primeiro jogo. 
A série é conhecida por colocar os jogadores em ambientes exóticos, desde ilhas tropicais picantes, às planícies quentes de África ou nas montanhas densas dos Himalaias. Far Cry inclui também um programa de edição de mapas que permite aos jogadores criar e compartilhar seus próprios mapas personalizados para usar no modo multiplayer. A série é notável por ser de jogos do gênero de tiro em primeira pessoa situados num ambiente exótico e em mundo aberto.

## Jogos
| Título                                 | Ano de lançamento | Plataformas                                                                                         |
| -------------------------------------- | ----------------- | --------------------------------------------------------------------------------------------------- |
| Far Cry                                | 2004              | Microsoft Windows                                                                                   |
| Far Cry Instincts                      | 2005              | Xbox                                                                                                |
| Far Cry: Instincts Evolution           | 2006              | Xbox                                                                                                |
| Far Cry: Instincts Predator            | 2006              | Xbox 360, Xbox One, Xbox Series X/S                                                                 |
| Far Cry Vengeance                      | 2006              | WII                                                                                                 |
| Far Cry: Paradise Lost                 | 2007              | Arcade                                                                                              |
| Far Cry 2                              | 2008              | Microsoft Windows, Xbox 360, PlayStation 3, Xbox One, Xbox Series X/S                               |
| Far Cry 3                              | 2012              | Microsoft Windows, Xbox 360, PlayStation 3, Xbox One, Xbox Series X/S                               |
| Far Cry 3: Blood Dragon                | 2013              | Microsoft Windows, Xbox 360, PlayStation 3, Xbox One, Xbox Series X/S                               |
| Far Cry Classic                        | 2014              | Xbox 360, PlayStation 3, Xbox One, Xbox Series X/S                                                  |
| Far Cry 4                              | 2014              | Microsoft Windows, Xbox 360, PlayStation 3, Xbox One, PlayStation 4, Xbox Series X/S, PlayStation 5 |
| Far Cry Primal                         | 2016              | Microsoft Windows, Xbox One, PlayStation 4, Xbox Series X/S, PlayStation 5                          |
| Far Cry 3 Classic Edition              | 2018              | Xbox One, PlayStation 4, Xbox Series X/S, PlayStation 5                                             |
| Far Cry 5                              | 2018              | Microsoft Windows, Xbox One, PlayStation 4, Xbox Series X/S, PlayStation 5                          |
| Far Cry: New Dawn                      | 2019              | Microsoft Windows, Xbox One, PlayStation 4, Xbox Series X/S, PlayStation 5                          |
| Far Cry 3 Blood Dragon Classic Edition | 2021              | Xbox One, PlayStation 4, Xbox Series X/S, PlayStation 5                                             |
| Far Cry 6                              | 2021              | Microsoft Windows, Xbox One, PlayStation 4, Xbox Series X/S, PlayStation 5                          |

## Ligações Externas
- Site oficial do Far Cry
- Site official da comunidade do Far Cry
- Far Cry no X